# Groseille (couleur)
Pour l’article homonyme, voir Groseille.

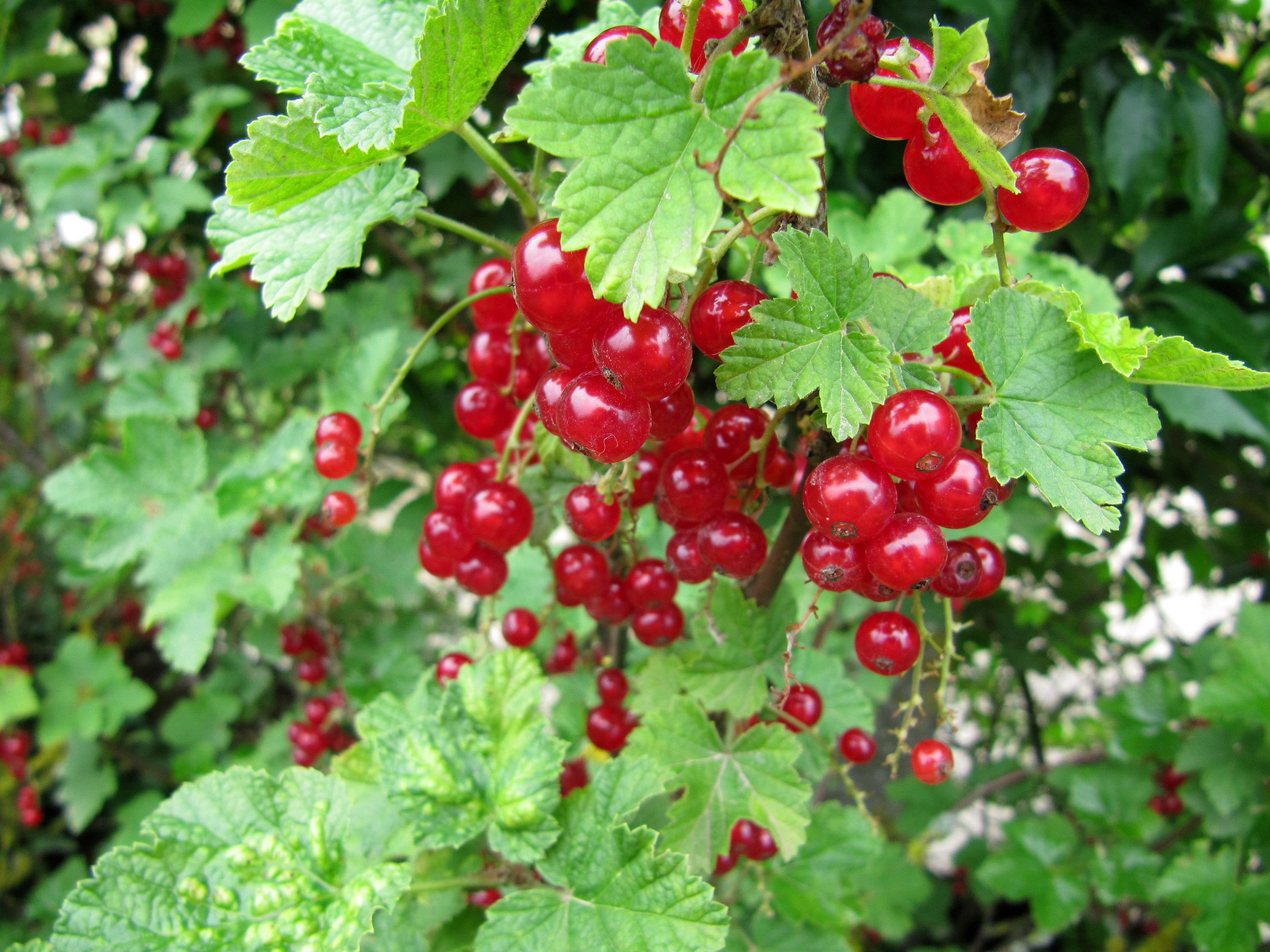
Groseilles rouges.

Groseille est un nom de couleur en usage principalement dans le domaine de la mode, se référant à celle d'une variété de groseilles, pour évoquer des nuances de rouge ou de rose. C'est un nom de couleur de fantaisie, qui peut même désigner un bleu, peut-être conçu pour s'accorder aux autres couleurs groseille.
Le Répertoire de couleurs de la Société des chrysanthémistes publié en 1905 donne le Carmin fin du marchand de couleurs Bourgeois comme synonyme de rouge groseille.
Textiles
Dans les nuanciers actuels, on trouve groseille, groseille, groseille, etc.
Alimentation
Groseille est un des noms de couleur retenus pour décrire l'apparence des vins rosés de Provence.
Il existe un colorant alimentaire  groseille, servant notamment pour les confiseries et sirops.
Bleu groseille
On trouve aussi dans le commerce un bleu groseille, groseille bleu, qui ne semble pas se référer à une variété du fruit.

## Histoire
Le nom de couleur groseille est attesté, comme couleur de la mode, au milieu du XVIIIe siècle.
Au XIXe siècle, Michel-Eugène Chevreul a entrepris de situer les couleurs les unes par rapport aux autres et par rapport aux raies de Fraunhofer. Parmi les « noms vulgaires de diverses couleurs, et particulièrement des couleurs fixées aux étoffes par la teinture ou l'impression », le groseille sur soie du fabricant Guinon est 2 violet-rouge 9 ton, celui de son concurrent Tuvée est 2 violet-rouge 14 ton
.
Vers le début du XIXe siècle, groseille est le nom commercial d'un colorant de synthèse utilisé pour les tissus mi-laine.
Rouge groseille a été utilisé en 1979 en peinture automobile.